# Sófia Pànina
La comtessa Sófia Vladímirovna Pànina (1871–1956) va ser Sots Ministre de l'Estat i Sots Ministre d'Educació en el Govern Provisional després de la Revolució Russa de febrer de 1917. Va ser l'últim membre de la família aristocràtica Panin.

## Feina benèfica

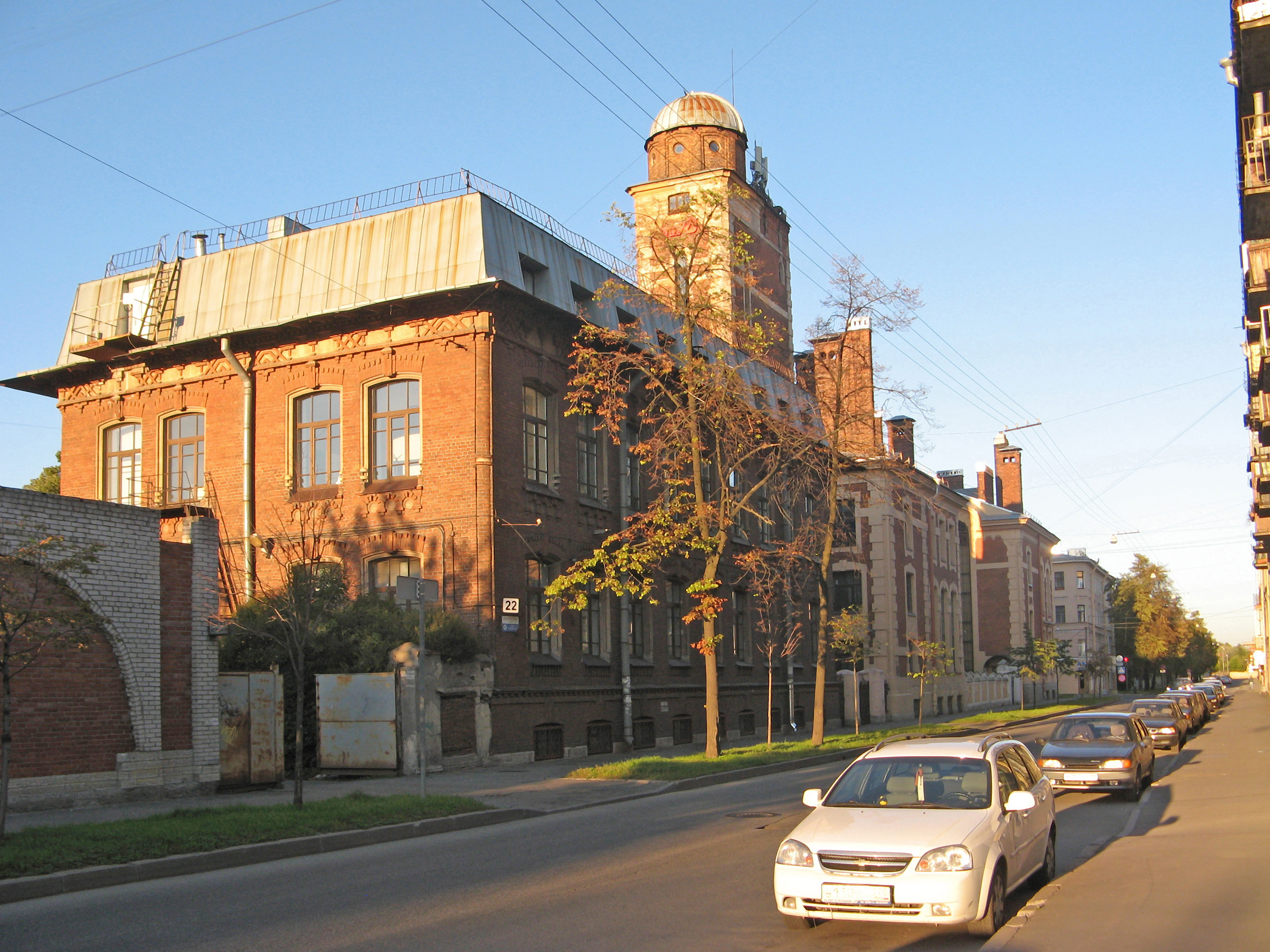
Casa del poble dels Ligovky, carrer Prilukskaya.

## Judici

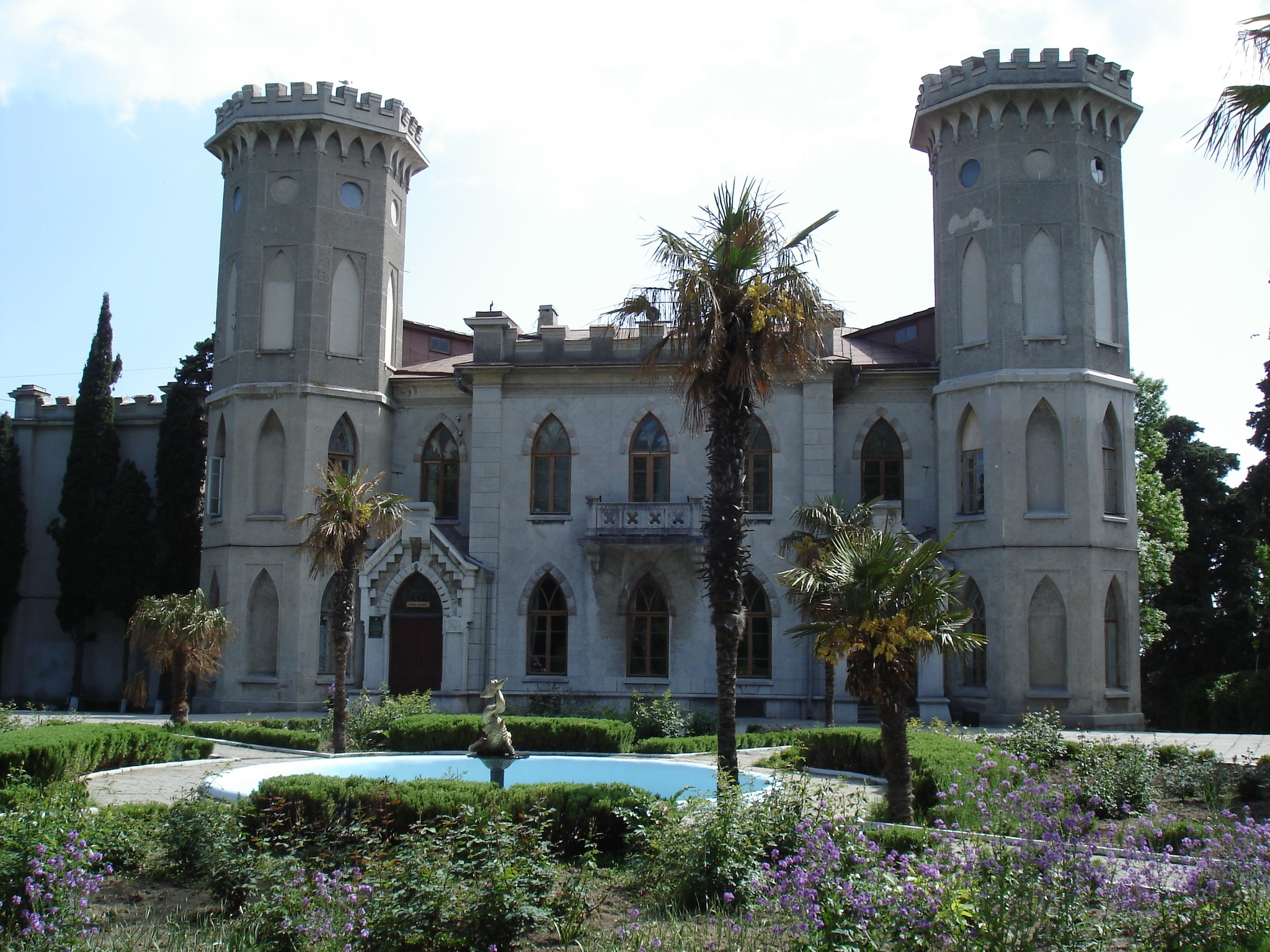
La vil·la de Comtessa Panina en Gaspra, Crimea va ser construït en el 1830s. El va arrendar a Leo Tolstoy, entre altres